# Mesembryanthemum flavidum
Mesembryanthemum flavidum är en isörtsväxtart som beskrevs av Klak. Mesembryanthemum flavidum ingår i Isörtssläktet som ingår i familjen isörtsväxter. Inga underarter finns listade i Catalogue of Life.